# ハーモニック・ドライブ・システムズ
株式会社ハーモニック・ドライブ・システムズ（英: Harmonic Drive Systems Inc.）は、東京都品川区に本社を置き、精密減速機の開発、製造、販売している企業である。営業拠点、工場及び主要子会社は長野県安曇野市にある。東証スタンダード市場TOP20の構成銘柄の一つ。

## 概要
主に、小型産業用ロボットに使用される波動歯車・減速機（製品名ハーモニックドライブ®）が主力製品で、産業用ロボットの関節部品においては世界シェア5割を誇る。
また、本田技研工業が開発した二足歩行ロボット「ASIMO」にも採用されている。

## 沿革
- 1970年10月 - 長谷川歯車とアメリカのユーエスエムコーポレーションの合弁として、株式会社ハーモニック・ドライブ・システムズ設立。11月には松本工場でのハーモニックドライブの製造を開始。また三井物産と製品の代理店契約を締結。
- 1976年9月 - USM社の100％子会社化。
- 1977年11月 - メカトロニクス製品の製造販売開始。
- 1984年12月 - 台湾、韓国に販売代理店設置。
- 1990年12月 - 松本工場から穂高工場へ生産拠点を移転。
- 1998年 - 株式を店頭公開（現在のジャスダック）。

## IIDA・KAN
2000年、創立30周年に際し、次世紀に向けさらなる創造性の高い精緻な仕事を目指すための出発点とすべく、強靭な意思、豊かな感性と出会える場所の創造を目指して作られた戦後を代表する彫刻家・飯田善國の常設美術館で安曇野工場敷地内にある。展示品には主に1950年代の絵画作品と1963年の彫刻『SCREEN-CANYON』が置かれる。一般に公開され入場無料。安曇野アートライン加盟施設。

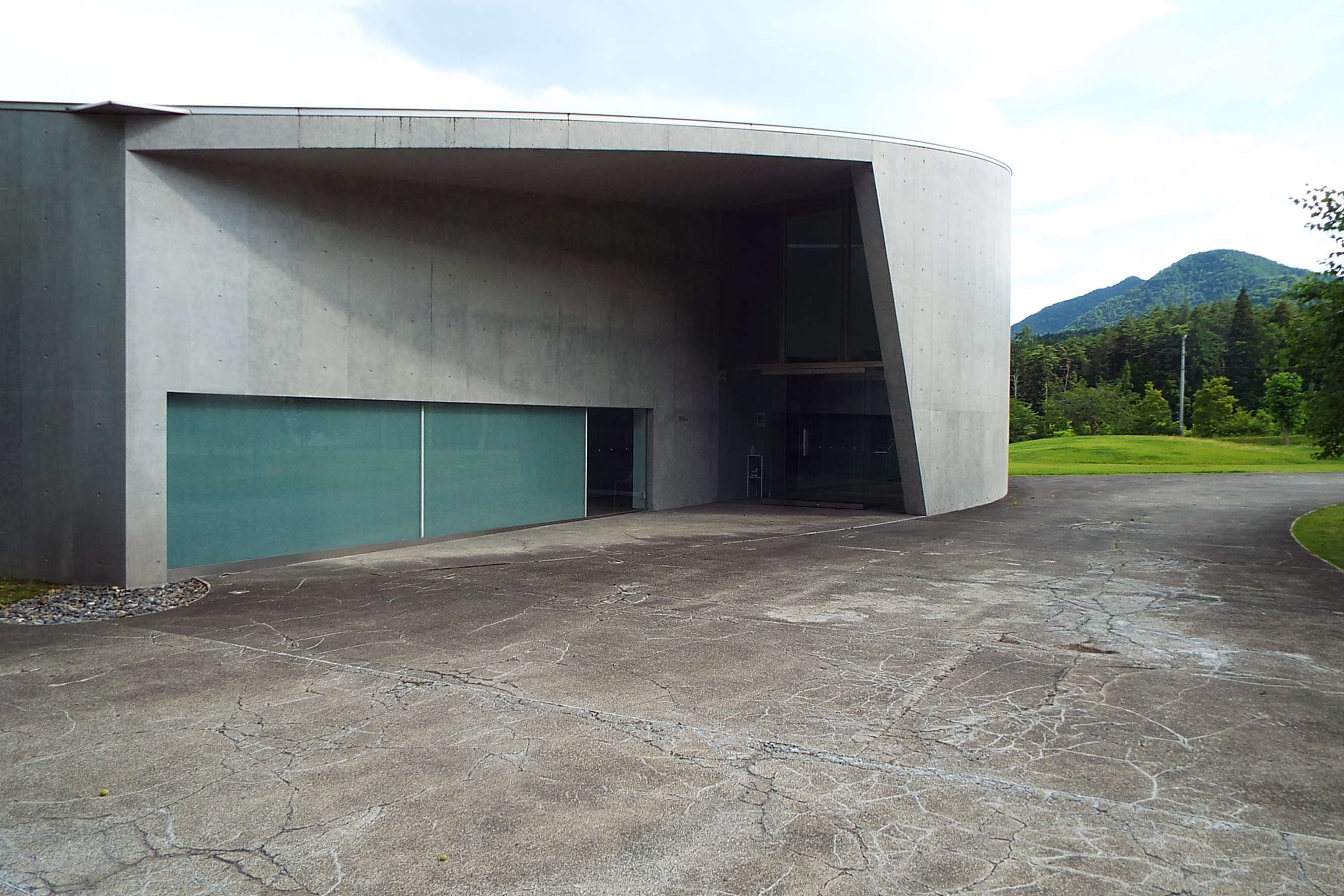
IIDA・KAN外観
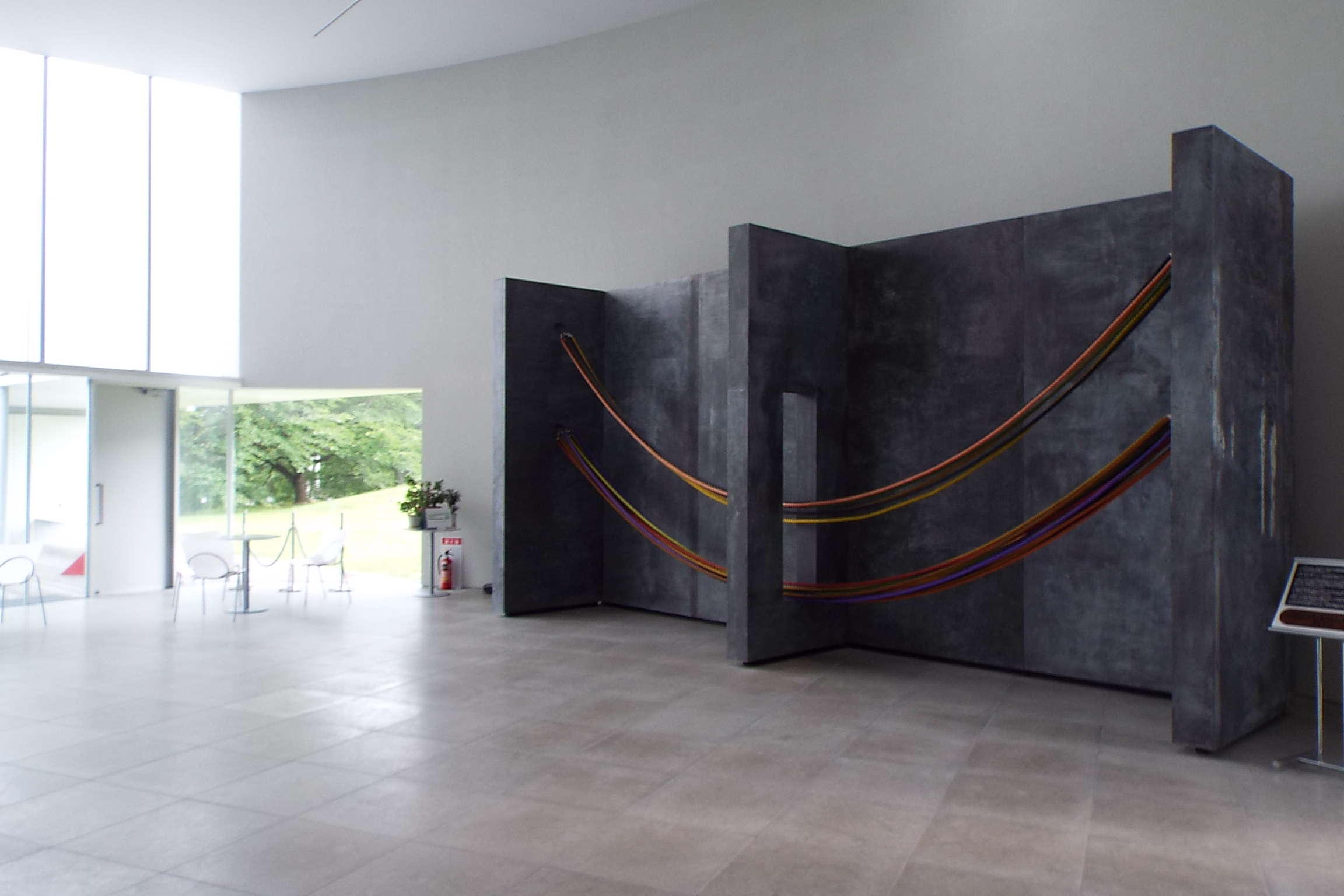
飯田善國彫刻作品『SCREEN-CANYON』
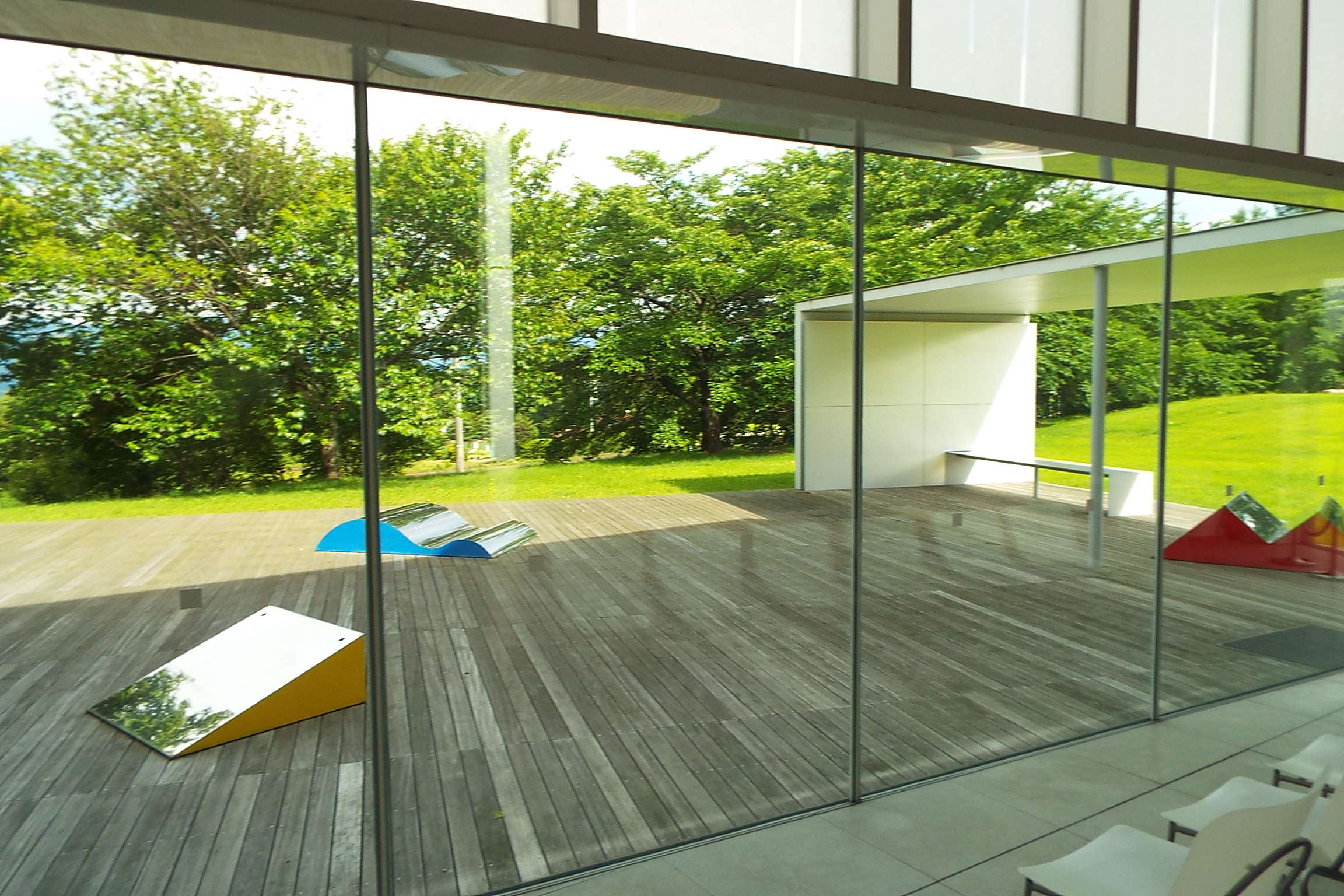
飯田善國彫刻作品『早春』